# Балдейка
Балде́йка (рос. Балдейка) — село в Кізнерському районі Удмуртії, Росія.
Населення становить 410 осіб (2010, 462 у 2002).
Національний склад (2002):
- росіяни — 60 %
- удмурти — 34 %

Урбаноніми:
- вулиці — Велика, Зарічна, Молодіжна, Набережна, Нова, Спортивна, Центральна, Шкільна